# Pison

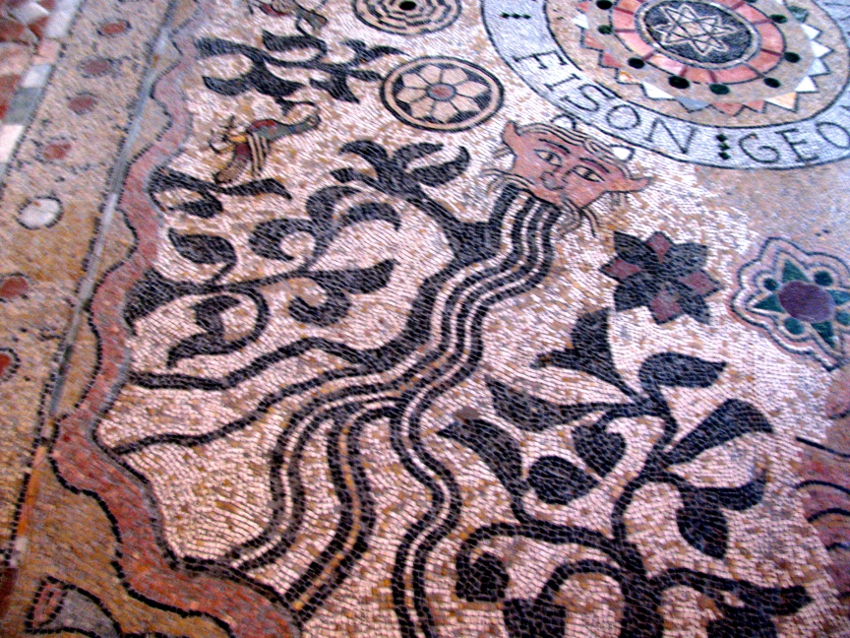
Il fiume Pison in un mosaico francese del XII sec.

Il Pison (in ebraico פִּישׁוֹן‎? Pîšōn) è uno dei quattro fiumi, assieme a Hiddekel (Tigri), Phrath (Eufrate) e Ghicon, menzionati nella Bibbia nel libro della Genesi. In quel passaggio, il fiume viene descritto come sorgente dal Giardino dell'Eden. Il Pison è descritto come circondante "l'intera terra di Avila."

## Identificazione
Contrariamente al Tigri e all'Eufrate, il Pison non è mai stato ben localizzato. Viene brevemente menzionato assieme al Tigri nel Siracide (24:25), ma questo riferimento non getta maggior luce sulla posizione del fiume. Lo storico ebreo-romano Flavio Giuseppe, all'inizio del suo Antichità giudaiche (I secolo) identificò il Pison con il Gange. Il rabbino medievale francese Rashi lo identificava con il Nilo.

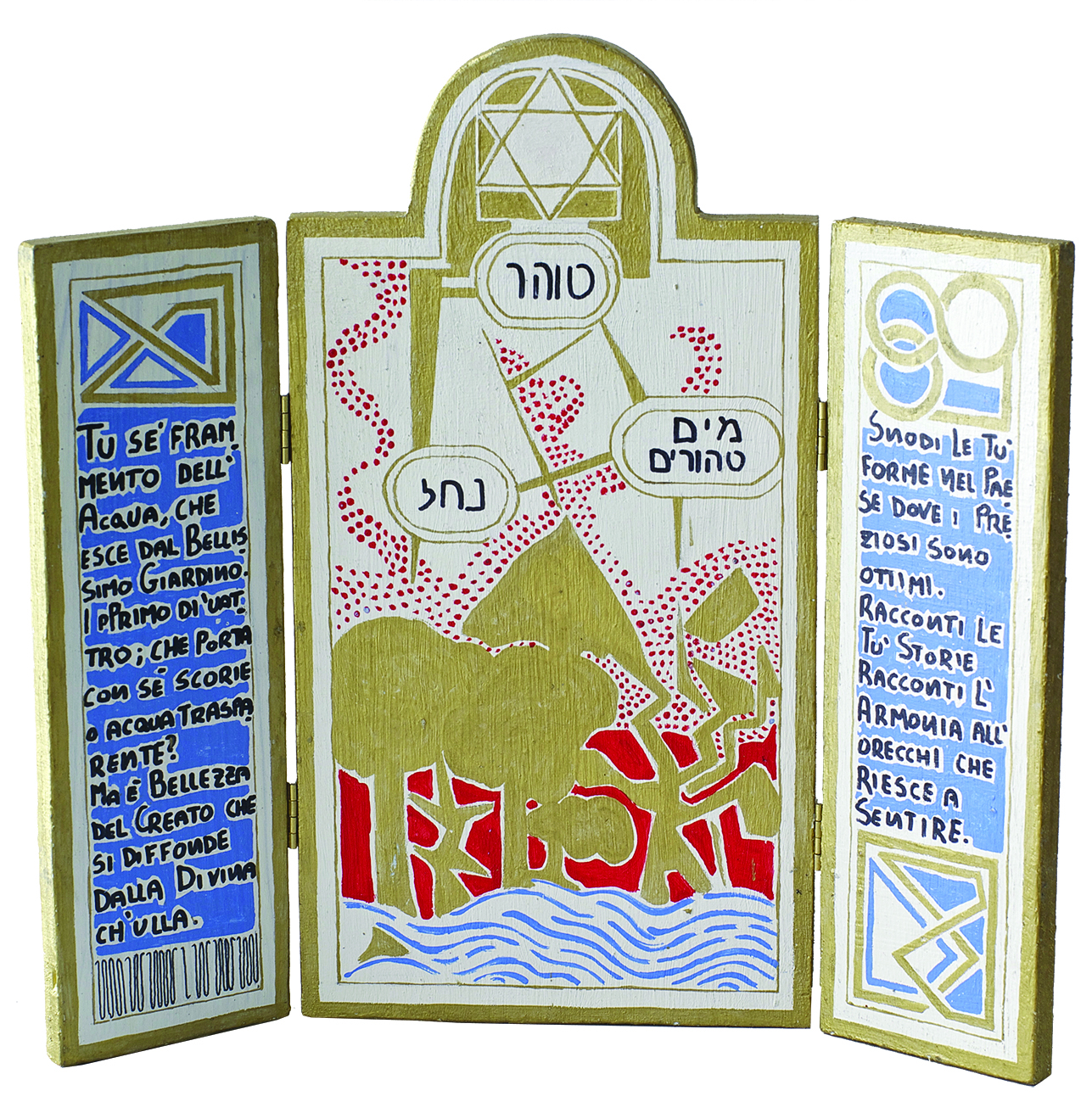
Libri d'Oro Ebraici di Filippo Biagioli, dedicati al fiume Pison(Piscion o Pishon)

Alcuni studiosi moderni, compresi A.D. Calumet (1672–1757), Rosenmüller (1768–1835) e Kell (1807–1888), ritengono che la sorgente, nella valle dell'Eden, fosse una regione di sorgenti termali: "Il Pison e il Ghicon erano torrenti di montagna. Il primo potrebbe essere stato il Fasi o Aras e il secondo l'Oxus."
James A. Sauer, ex curatore del Harvard Semitic Museum, avanzò una teoria, ricavandola dalla geologia e dalla storia, secondo la quale il Pison sarebbe l'attuale Wadi Bisha, un canale in secca che inizia sulle montagne dell'Higiaz vicino a Medina per procedere a nord-est verso il Kuwait. Con l'aiuto di riprese satellitari, Farouk El-Baz della Boston University ha tracciato il canale in secca dal Kuwait fino al Wadi Al-Batin e al Wadi Al-Rummah vicino a Medina.
David Rohl ha identificato il Pison con l'Uizhun ponendo Avila a nord-est della Mesopotamia. L'Uizhun è noto localmente come il fiume dorato che nascendo dal monte Sahand, scorre tra antiche miniere d'oro e di lapislazzuli prima di sfociare nel mar Caspio. Tali risorse naturali corrispondono a quelle connesse con il paese di Avila nella Genesi.